# Jeanne Fürst
Jeanne Fürst (* 24. Juni 1961 in Basel) ist eine Schweizer Tierärztin, Moderatorin und Unternehmerin. Sie ist bekannt als TV-Ärztin der Sendung «Gesundheit heute». 

## Werdegang
Im Alter von 14 Jahren zog Jeanne Fürst mit ihrer Familie an die Costa Brava in Spanien. Dort führte ihre Familie eine royale Pferdezucht. Sie studierte Tiermedizin in Córdoba. Nach dem abgeschlossenen Studium konnte sie als Schweizerin ihren Beruf in Spanien nicht ausüben, weshalb sie mit 28 in die Schweiz zurückkehrte. An der Universität Zürich folgte ein Doktoratsstudium zum humanmedizinischen Thema Asthma.
Im Jahr 2000 übernahm Fürst die Produktion und Moderation des Gesundheitsmagazins «xund-tv» von Telebasel. 2007 wechselte sie zum SRF, wo sie für fünf Jahre die Sendung «Gesundheit Sprechstunde» moderierte. Später gründete Fürst ihre eigene Firma, welche Gesundheitssendungen produziert. Sie ist Leiterin und Moderatorin der Sendung «Gesundheit heute», welche wöchentlich am Samstag während 30 Minuten von SRF 1 ausgestrahlt wird.
Jeanne Fürst ist verheiratet und lebt im Kanton Basel-Landschaft.